# 18 Year Old Virgin
18 Year Old Virgin är en amerikansk komedifilm från 2009 av The Asylum. Den är regisserad av Tara Olson och skriven av Naomi Selfman.

## Rollista
| Olivia Alaina May          | – Katie Powers |
| Lauren Walsh               | – Rose         |
| Todd Leigh                 | – Spencer      |
| Dustin Harnish             | – Ryan Lambert |
| Karmen Morales             | – Chelsea      |
| Daniel Sykes               | – Jeremy       |
| Jonathan Michael Trautmann | – Marshall     |
| Robbie Henke               | – Cisco        |
| Seth Cassell               | – Seth         |
| Collen Drew Henderson      | – Chuck        |
| Dustin Fitzsimons          | – Buck         |
| Danielle Gatto             | – Rachel       |
| Conor Moriarty             | – Trevor       |